# Mariëndijk
Mariëndijk (52° 01′ N, 4° 14′ L) é uma cidade dos Países Baixos, na província de Holanda do Sul. Mariëndijk pertence ao município de Westland (Netherlands), e está situada 8 km a sudoeste de Haia.
Em 2001, a cidade de Mariëndijk tinha 173 habitantes. A área urbana da cidade é de 0.019 km², e tem 71 residências.